# 松井宏興
松井 宏興（まつい ひろおき、1947年7月31日 - ）は、日本の法学者。専門は民法、特に担保物権・ドイツ根抵当権。研究テーマは、抵当権（物上代位・短期賃貸借）。学位は法学修士。甲南大学名誉教授。

## 略歴
- 1947年　神戸市出身
- 1970年　大阪市立大学法学部卒業
- 1976年　大阪市立大学大学院法学研究科民事法専攻博士課程単位取得満期退学
- 1975年  甲南大学法学部専任講師
- 1977年　甲南大学法学部助教授
- 1983年　甲南大学法学部教授
- 1990年　ルプレヒト・カール大学ハイデルベルク客員研究員
- 2001年　関西学院大学法学部教授、甲南大学名誉教授
- 2004年　関西学院大学大学院司法研究科教授
- 2016年　定年退職

## 社会的活動
- 2004年　豊中市中高層建築物等紛争調停委員（2004年-）
- 2012年　日本私法学会理事（2013年まで）

## 恩師
大学院では甲斐道太郎（大阪市立大学名誉教授）に師事。

## 著書

### 単著
- 『抵当制度の基礎理論-近代的抵当権批判-』（法律文化社、1997年）
- 『担保物権法[補訂第２版]』<民法講義3>（成文堂、2011年）
- 『債権総論』<民法講義4>（成文堂、2013年）
- 『物権法』<民法講義2>（成文堂、2017年）

### 共編著
- 『導入対話による民法講義（債権総論）』<導入対話シリーズ>（今西康人、木村義和、清水千尋、橋本恭宏、油納健一との共著、不磨書房、2002年）
- 『民法の世界（2）　物権法』（編著、信山社出版、2002年）
- 『借地借家法の新展開』<龍谷大学社会研究所叢書>（第57巻） （岡本詔治、牛尾洋也との共編、信山社出版、2004年）
- 『導入対話による民法講義　（物権法） （第2版）』<導入対話シリーズ>（橋本恭宏、遠藤研一郎、太矢一彦、鳥谷部茂との共著、不磨書房、2005年）
- 『プリメール民法2 物権・担保物権法 第3版』（鈴木龍也、上谷均、今村与一、中山知己との共著、法律文化社、2005年）
- 『導入対話による民法講義（総則）（第4版）』<導入対話シリーズ>（橋本恭宏、清水千尋、鈴木清貴、渡辺力との共著、不磨書房、2007年）

### 分担執筆
- 甲斐道太郎、石田喜久夫編『新民法教室Ⅰ』（法律文化社、1997年）